# Manual para se Defender de Aliens, Ninjas e Zumbis
Manual para se Defender de Aliens, Ninjas e Zumbis é uma série brasileira da Warner e a primeira de grande orçamento do canal, cerca de 3,7 milhões de reais. Logo após a exibição no canal da Warner, os episódios são disponibilizados gratuitamente no YouTube.

## Produção
Segundo o diretor, a ideia surgiu em uma viagem à Nova Iorque: "Eu estava na masterização de meu disco solo e tive essa ideia junto com Adriano Nascimento, que inclusive é do Recife: fazer um curta em que aliens, ninjas e zumbis dominassem o planeta. Depois disso, o curta virou série (...) O processo de juntar gêneros diferentes é delicioso. Você pode conviver com universos tão distantes que, exatamente por isso, se aproximam e trazem a diversidade. São universos que fazem parte do mundo geek e muitas vezes dos gêneros ação e horror". As filmagens ocorreram em São Paulo entre maio e julho de 2016. Durante a produção, o material captado foi apreendido pelo Sindcine (Sindicato dos Trabalhadores na Indústria Cinematográfica e do Audiovisual), devido à falta de pagamento da produtora Contente. Para gravar uma sequência de cenas de cinco minutos foram necessárias cinco horas de trabalho. Marcos Mion faria uma participação dando apoio aos protagonistas, mas foi substituído por André Bankoff devido a conflitos com a agenda. Para ajudar na construção dos personagens, Daphne Bozaski assistiu os filmes de Bruce Lee, Matrix e Kill Bill. Michel Joelsas e Thalles Cabral assistiram Harry Poter.
Sobre os personagens, Thalles Cabral declarou: "'E é legal que a série tem uma crítica em relação a esses personagens, que é assim: os zumbis são um tipo de pessoa, que tem um tipo de trabalho na sociedade. Aquelas pessoas que estão sempre fazendo a mesma coisa. Os aliens ocupam um outro cargo, entendeu? Então é muito legal você ver as diferenças.". Sobre a trama central do seriado, Michel Joelsas disse: "É totalmente inusitada. Esse tema nunca foi feito no Brasil e dessa maneira acho que nem nunca foi feito no mundo. Porque tem grandes metáforas por trás. Quem for assistir pode pegar tanto o superficial, mas tem algumas críticas profundas na série. Dá para fazer grandes metáforas com isso. Quer dizer estão feitas, é só você pegar. Em relação à sociedade." A apresentadora da Warner, Carol Moreira, a atriz Daphne Bozaski e o diretor André Moraes conversaram sobre o seriado na Comic Con Experience (CCXP) em dezembro de 2016.

## Elenco
| Ator/Atriz     | Personagem |
| -------------- | ---------- |
| Daphne Bozaski | Tina       |
| Michel Joelsas | Sput       |
| Thalles Cabral | Wes        |

### Participações especiais
| Ator/Atriz                 | Personagem               |
| -------------------------- | ------------------------ |
| André Abujamra             | Juarez                   |
| Jandira Martini            | Margô                    |
| Branco Mello               | Garcia                   |
| Ana Carolina Machado       | Vanessa                  |
| André Bankoff              | Davi                     |
| José Celso Martinez Corrêa | Bartolomeu Boaventura    |
| Juan Manuel Tellategui     | Nikola Tesla             |
| Rodrigo García             | Camelô                   |
| Thogun Teixeira            | Vitamina                 |
| Rodrigo Fernandes          |                          |
| Hugo Moura                 | Guilherme                |
| Arthur Kohl                | Velho Cego               |
| Jorge Cerruti              | Idoso                    |
| Rita Lee                   | Grão Mestre / Chanceller |
| Tonico Pereira             |                          |
| Lúcio Mauro Filho          |                          |
| André Arteche              |                          |
| Nicolas Trevijano          | Alex                     |
| Evandro Santo              | Fred                     |

## Recepção
João da Paz, em sua crítica para o Notícias da Tv publicou uma nota negativa para o seriado: "[A] Warner mira em Stranger Things, mas erra o alvo com série de zumbis (...) A missão da galera de Manual é proteger a Terra de alienígenas, zumbis e ninjas. A trama um tanto confusa e mirabolante deixa o telespectador perdido. Tenta cobrir muitos temas (ambiente, economia, astronomia, música), atira para todos os lados, mistura ninjas com zumbis e ETs, e não dá conta de nada satisfatoriamente."